# دانيال دوبوي
دانيال دوبوي (بالإنجليزية: Daniel Dupuy) هو صائغ فضة أمريكي، ولد في 3 أبريل 1719 في نيويورك في الولايات المتحدة، وتوفي في 30 أغسطس 1807.